# Знамениті алмази

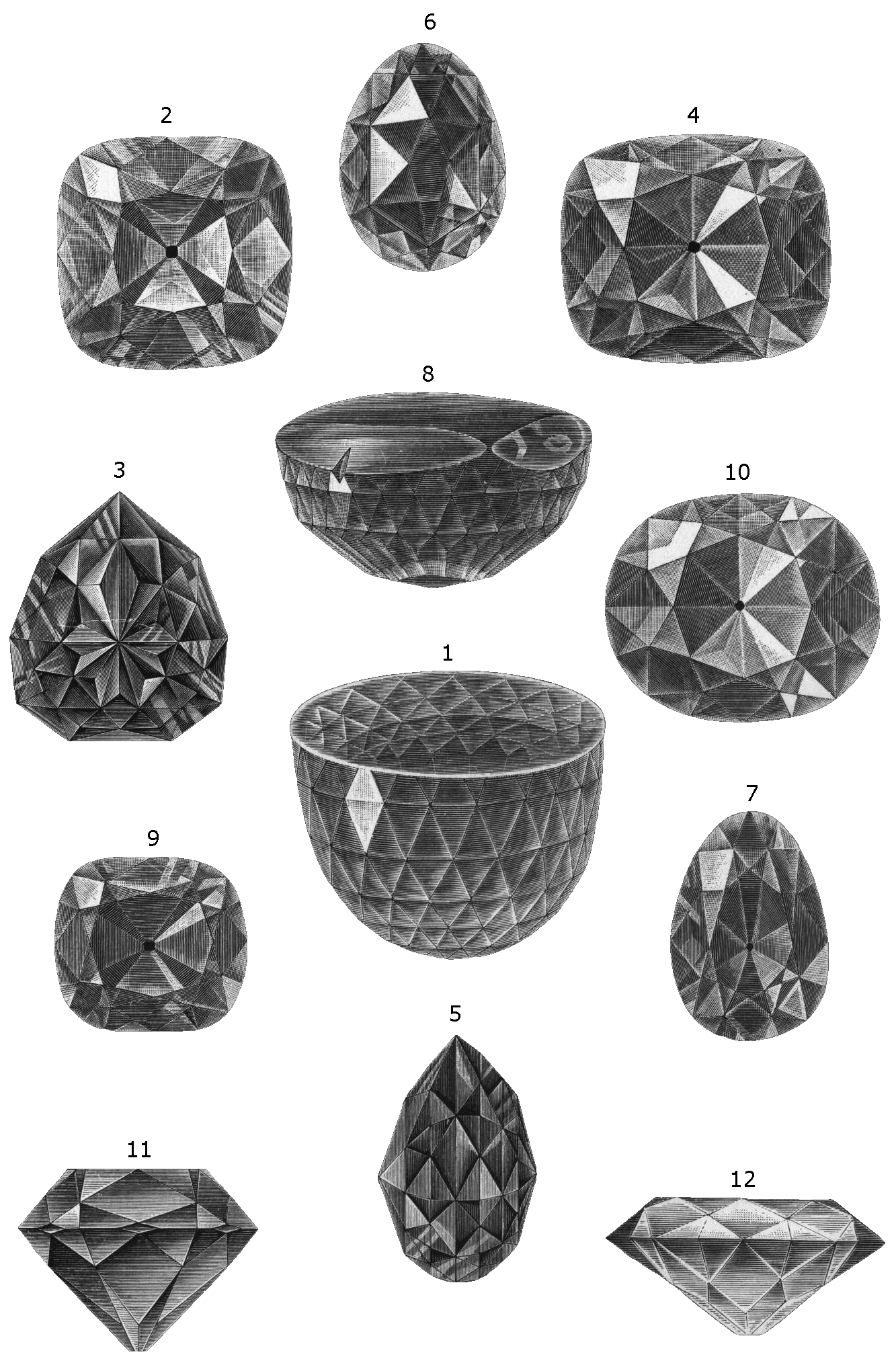
Найбільші алмази світу. Ілюстрація з енциклопедії Nordisk familjebok

Нижче наведено список найбільших та найвідоміших алмазів, діамантів та їх колекцій.

## Список у порядку зменшення маси
Кулінан — найбільший з коли-небудь знайдених алмазів масою 3106 карат. Був знайдений в Південній Африці в 1905 році й названий ім'ям президента алмазодобувної компанії. Розколотий на 105 частин. Найбільший уламок (Кулінан-I) названо «Велика Зірка Африки» (або «Зірка Африки»), він важить 530,2 карата, огранований фірмою «Ашер» в Амстердамі в 1908 році. Прикрашає скіпетр англійського короля Едуарда VII, що зберігається в скарбниці лондонського Тауера. Кулінан-VI (63,6 карат) знаходиться також в Тауері — в короні королеви Марії (закріплений так, що його можна витягати і носити окремо як брошку). У королівській короні Англії також знаходиться Кулінан-II. Загальна маса всіх отриманих з алмазу діамантів — 1063,65 карат.
Карове АК6 — алмаз ювелірної якості, — найбільший зі знайдених за останнє сторіччя алмазів, — вагою 1111 карат. Знайдений 2015 р. у північній частині Центральної Ботсвани на руднику Карове (англ. Karowe) канадською гірничодобувною компанією Lucara Diamond Corporation.
Золотий ювілей — жовто-гарячий алмаз масою 755,0 каратів знайдено у 1985 р. в копальні «Прем'єр» (ПАР). Найбільший у світі фасетований діамант — 545,67 каратів.
Ексцельсіор (995,2 кар.) — Південна Африка, 1893 р. Виготовлено 21 діамант, найбільший — 69,8 кар.
Зірка Сьєрра-Леоне (968,9 кар.) — Західна Африка, 1972 р. Виготовлено 17 діамантів, найбільший — 153,96 кар.
Великий Могол (787 кар.) — Індія, XVII ст. Виготовлений діамант масою 279 карат.
Зірка тисячоліття (777 карата) — після лазерної обробки отримано діамант грушеподібної форми масою 203 карата.
Річка Уоє (Воє-Рівер, «Алмаз Перемоги») (770 кар.) — Західна Африка, 1945 р. Виготовлено 30 діамантів, найбільший — 31,35 кар.
Президент Варгас (726,6 кар.) — Бразилія, 1938 р. Виготовлено 29 діамантів, найбільший — 48,26 кар.
Джонкер (Йонкер) (726 кар.) — Південна Африка, 1934 р. Виготовлено 12 діамантів, найбільший — 125,65 кар. Загальна маса діамантів 370,87 кар.
Алмаз пастора Емануеля Момо (709 кар.) — Сьєрра-Леоне, 2017 р.
Ювілейний (Ювілей) (650,8 кар.) — Південна Африка, 1895 р. Виготовлено 2 діаманта, найбільший — 245,3 кар.
Безіменний (Дютойтспен) (616 кар.) — Південна Африка, 1974 р. Не огранований.
Баумгольд (609,25 кар.) — Південна Африка, 1922 р. Виготовлено 14 діамантів, найбільший — 50 кар.
Лесото Браун (601,25 кар.) — Лесото, 1967 р. Виготовлено 18 діамантів, найбільший — 71,73 кар.
Гояс (600 кар.) — Бразилія, 1906 р. Виготовлено декілька діамантів, найбільший — 80 кар.
Сторічний (599,10 карат) — виявлений в липні 1988 року — на 100-річний ювілей відомої алмазодобувної і обробної фірми De Beers.
Вентер (511,25 кар.) — Південна Африка, 1951 р. Виготовлено 32 діаманта.
Кімберлі (503 кар.) — Південна Африка, 1900 р.
Вікторія (469 кар.) — Південна Африка, 1884 р. Виготовлений діамант масою 184,5 кар.
Дарсі Варгас (460 кар.) — Бразилія, 1939 р.
Нізамі (440 кар.) — Індія, 1835 р. Виготовлений діамант масою 277 кар.
Світоч світу (434 кар.) — Сьєрра-Леоне, 1969 р.
Де Бірс (428,5 кар.) — Південна Африка, 1888 р. Виготовлений діамант масою 234,5 кар.
Алмаз Регента («Пітт») (410 кар.) — Індія, 1701 р.
Президент Дутра (409 кар.) — знайдено 1949 року у Бразилії. Виготовлено 16 діамантів сумарною вагою 136 каратів.
Орлов (400 кар.) — Індія, кінець XVII ст. — початок XVIII ст.. Виготовлений діамант масою 189,62 кар. З 1784 р. вправлений в Імператорський скіпетр. Можливий попередник — «Великий Могол».
Червоний хрест (375 кар.) — Південна Африка, 1948 р. Виготовлений діамант масою 205 кар. Був подарований Британському Червоному хресту.
Раджа Мальтанскій (367 кар.) — Борнео, 1787 р.
Перша троянда (353,9 кар.) — Південна Африка, 1978 р.
Вашингтон (351,9 кар.) — ПАР
XXVI з'їзд (332 кар.) — знайдено в Якутії, зберігається в Алмазному фонді Московського Кремля.
Стюарт (296 кар.) — Південна Африка, 1872 р. Виготовлений діамант масою 123 кар.
Тіффані («Африканська Зірка») (необроблена маса 287,42 кар.) — Знайдений у руднику «Кімберлі» (Південна Африка) в 1878у, має жовте забарвлення. Придбано нью-йоркської ювелірною фірмою «Тіффані» (звідси назва), огранований 90 фасетами в Парижі. Виготовлений діамант має масу 128,51 кар.
Оппенгеймер (253,7 карата) — знайдено в 1964 році в Південній Африці.
Білий Таверньє (250 кар.) — Індія, XVI ст.
Зірка Якутії (232 кар.) — знайдено в Якутії, зберігається в Алмазному фонді Московського Кремля.
Південна зірка (201кар.) — Бразилії, 1853 рік. Виготовлений діамант має масою 128,8 карата був придбаний (недостовірно) князь Бароди (Індія).
Деріанур (189,62 кар.) — Індія, XVII ст.
Кохінур (186 кар.) — спочатку мав круглу форму і масу 186 каратів. З XIV століття знаходився у володінні індійських раджів та султанів. В 1739 перейшов до перського шаха, який і назвав його Koh-i-noor, що значить «Гора світла». Потім каменем заволоділа Ост-Індська компанія, яка подарувала його в 1850 англійській королеві Вікторії. Переограненний алмаз був вставлений спочатку в корону королеви Марії (дружини Георга V), а потім в корону королеви-матері Єлизавети Боуз-Лайон, де перебуває і зараз. Зберігається в лондонському Тауері. Маса після переогранкі 108,93 кар.
Сталінградський (166 каратів) — знайдено в Якутії.
Революціонер Іван Бабушкін (171 кар.) — знайдено в Якутії, зберігається в Алмазному фонді Московського Кремля.
Вінстон (154,50 кар.) — Південна Африка, 1952 р. Виготовлений діамант масою 62,05 кар.
Великий почин (135 кар.) — знайдено в Якутії, зберігається в Алмазному фонді Московського Кремля.
Флорентієць («Великий герцог Тоскани», «Австрійський алмаз») (137,3 кар.) — Індія, XVI ст.. Рання історія каменю овіяна легендами. В 1657 він був у володінні сімейства Медічі у Флоренції (звідси назва). В XVIII столітті знаходився спочатку в короні Габсбургів і в брошці. Після Першої світової війни зник.
Картьє (130 кар.) — Африка, 1974 р. Виготовлений діамант масою 107 кар (застрахований).
Альєнде (125 каратів, знайдено в Якутії 1973 році).
Шах Акбар (116 кар.) — Індія, 1618 р. Виготовлений діамант масою 71,1 кар.
Велика Ведмедиця (114,5 кар.) — знайдено в Якутії, зберігається в Алмазному фонді Московського Кремля.
Крапля Сонця
Марія (106 кар.) — знайдено в Якутії, зберігається в Алмазному фонді Московського Кремля.
Гастінгс (101,2 кар.) — Індія, XVI ст.
Шах (88,7 кар.) — походить з Індії, на камені вирізьблено три написи з іменами власників (у тому числі шаха Персії, звідси й назва). В 1829 році подарований шахом російському імператору Миколі I в знак примирення після вбивства в Тегерані російського посла письменника О. С. Грибоєдова. Зберігається в Алмазному фонді Московського Кремля.
Сансі (55 карат) — алмаз з'явився в Європі в 1570 році. Його придбав французький посол в Туреччині де Санси (звідси назва). З 1906 а ним володіє родина Астор, Лондон.
Валентина Терешкова (51,66 карата) — прозорий з незначним жовтим відтінком, знайдено 1963 року в Якутії, названо на честь першої жінки космонавта Валентини Терешкової);
Гірник (44,62 карата) — знайдено в 1966 у Якутії)
Надія (44,5 кар.) — синього кольору, з'явився на ринку в 1830 році і був придбаний в Лондоні банкіром Г. Т. Хоупом («Хоуп» — надія (англ.)). Передбачається, що це переограненний камінь, викрадений під час Французької революції. Власники багаторазово змінювалися. З 1958 року знаходиться в Смітсонівському інституті в Вашингтоні.
Нассак (43,38 кар.) — спочатку важив понад 90 карат і знаходився в храмі бога Шиви біля міста Нассак (звідси назва) в Індії. В 1818 захоплений англійцями як військовий трофей. В 1927 переогранений в Нью-Йорку, знаходиться в приватному володінні в США.
Зелений дрезденський (41 кар.) — зеленого кольору, вважається, що з Індії. В 1700 потрапив до колекції саксонського курфюрста Августа Сильного. Зберігається у музеї «Зелене склепіння» в Дрездені (Німеччина).
Бо Сансі (34,98 кар.) — королівський діамант Пруської корони. "Молодший брат" діаманта Сансі.

## Колекції алмазів
Піраміда надії Аврори (296 алмазів із загальною вагою 267,45 карат або 53,49 грам) — найбільш повна колекція натуральних кольорових алмазів у світі.
Метелик миру Аврори (240 алмазів із загальною вагою 167 карат або 33 грами) — колекція алмазів-мистецька робота з кольорових алмазів.